# Gaspar de Molina y Oviedo
Gaspar de Molina y Oviedo (Mérida, enero de 1679-Madrid, 30 de agosto de 1744) fue un religioso agustino y hombre de estado español.

## Biografía
Ingresó en la Orden de San Agustín en 1694, profesando al año siguiente en un convento de Badajoz. 
Fue profesor en el Colegio de San Acacio, de los agustinos de Sevilla, prior de Cádiz en 1712, provincial y asistente general de su orden en 1720.
De regreso en España, fue calificador de la Inquisición; nombrado obispo de Cuba en 1730, de Barcelona en 1731 y de Málaga en 1734, aunque no ejerció en ninguna de estas diócesis por hallarse en Madrid desempeñando diversos cargos políticos al servicio de Felipe V; a instancias de éste, en 1737 fue nombrado cardenal por el papa Clemente XII, aunque nunca llegó a recibir el título cardenalicio ni el capelo.
Entre sus cargos en la corte, desde 1734 hasta su muerte ocupó la presidencia del Consejo de Castilla y la de la Comisaría de Cruzada.  
Muerto repentinamente a los 65 años, fue enterrado en el Convento de San Felipe el Real de Madrid.